# San Marzano sul Sarno
San Marzano sul Sarno este o comună din provincia Salerno, regiunea Campania, Italia, cu o populație de 10.244 locuitori (1 ianuarie 2023) și o suprafață de 5,19 km².

## Demografie
San Marzano sul Sarno - evoluția demografică

|  | Graficele sunt indisponibile din cauza unor probleme tehnice. Mai multe informații se găsesc la Phabricator și la wiki-ul MediaWiki. |

Date: Recensăminte sau birourile de statistică - grafică realizată de Wikipedia